# Władysław Naglik
Władysław Naglik (ur. 4 stycznia 1920 r. w Brzezince koło Oświęcimia, zm. 23 października 1986) – polski urzędnik.
Do szkoły powszechnej w Brzezince uczęszczał do roku 1930, by następnie kontynuować naukę w Gimnazjum Humanistycznym w Bielsku, które ukończył w 1938 r., otrzymując świadectwo dojrzałości. Następnie rozpoczął studia na Akademii Górniczej w Krakowie i przed wybuchem wojny zdążył zaliczyć ich pierwszy rok oraz w sierpniu 1939 r. praktykę wakacyjną w kopalni „Sosnowiec”. W roku 1940 został wraz z rodziną wysiedlony do Brzeszcz. I właśnie w tamtejszej kopalni zaczął pracować 2 stycznia 1941 r. jako górnik ładowacz. Był tam zatrudniony do maja 1945 r., by z chwilą wznowienia wykładów na Akademii Górniczej kontynuować rozpoczęte przed wojną studia. Ukończył je dwa lata później, otrzymując tytuł magistra inżyniera górnictwa.
Przez kolejne blisko 20 lat związany był ponownie z kopalnią „Brzeszcze”. 1 września 1947 roku wrócił tam jako kierownik referatu planowania, by następnie przez stanowiska nadsztygara, kierownika robót górniczych, naczelnego inżyniera, 1 stycznia 1954 r. rozpocząć ponad 10-letni okres kierowania kopalnią. Jej dyrektorem był do 1 czerwca 1965 roku, kiedy to został służbowo przeniesiony do Jaworznicko-Mikołowskiego Zjednoczenia Przemysłu Węglowego na stanowisko dyrektora technicznego. Natomiast od 26 stycznia 1971 r. do końca maja 1976 r. był dyrektorem naczelnym tegoż Zjednoczenia.
1 czerwca 1976 roku rozpoczął pracę w Wyższym Urzędzie Górniczym, do 21 lipca 1977 roku jako wiceprezes, a od tego dnia jako prezes. Zmarł 23 października 1986 roku. Pochowany został na cmentarzu komunalnym w Brzeszczach, miejscowości, z którą związany był przez całe swoje dorosłe życie.

## Odznaczenia
- Order Sztandaru Pracy II klasy (1964)[2]
- Srebrny Krzyż Zasługi (1951)[3]
- Złoty Krzyż Zasługi (1954)[4]
- Medal 10-lecia Polski Ludowej (1954)[5]
- Krzyż Kawalerski Orderu Odrodzenia Polski (1955)[6]